# Jean-Pascal Boffo
Pour les articles homonymes, voir Boffo.
Jean-Pascal Boffo est un musicien, guitariste, compositeur, mixeur et ingénieur du son français.

## Biographie
Jean-Pascal possède sa première guitare en 1974. Entre 1975 et 1981, il participe aux groupes de rock progressif Larsen, Déja-vu, Mandragore, Geheb-Ré et Troll (en studio avec les chœurs et cuivres de Magma en 1981).  
Il est en 1985 le premier artiste signé sur le label français de rock progressif Musea.
Jean-Pascal Boffo a publié douze albums depuis 1986.
Entre 1989 et 1992, il est guitariste pour 3Cac & Co (rock-blues), Antoine Tomé (chanson française), Sawuri (reggae) et joue en duo de guitares acoustiques avec Fabrice Desmets.
Depuis 1990, il est également ingénieur du son au Studio Amper à Clouange, dans lequel il a assuré la production, la réalisation, la prise de son, le mixage et le mastering sur plus de 250 albums depuis sa création.
En septembre 2000 Invizible (extrait de son 7ème album Parfum d’étoiles) est choisi par Serge Le Vaillant pour servir de générique à son émission radio sur France-Inter Sous Les Etoiles Exactement, et le restera jusqu’à la cessation de l’émission en 2013. 
L'album Vol d'oiseaux est publié en mai 2016, avec la participation de Steve Shehan, Cascadeur, Fredo Viola, Jo Cimatti, Hervé Rouyer, Laurent Payfert, Alessia Wood, Pierre Cocq Amann. Christian Décamps, chanteur mythique du groupe Ange, dira à propos de cet album : " Des ailes... partout des ailes ! Toujours des ailes et cette insolente envie d’espace qui ne le quitte jamais... Et c’est l’invitation au voyage, le partage de la plénitude sur les arpèges magiques de l’avionneur Bofo, brodeur de climats, pilote de lignes mélodiques, passeur d’étoiles... Qu’on le veuille ou non, un nouvel opus de Jean Pascal est toujours un événement, un sacerdoce et ce « Vol d’oiseaux » en est la preuve... "

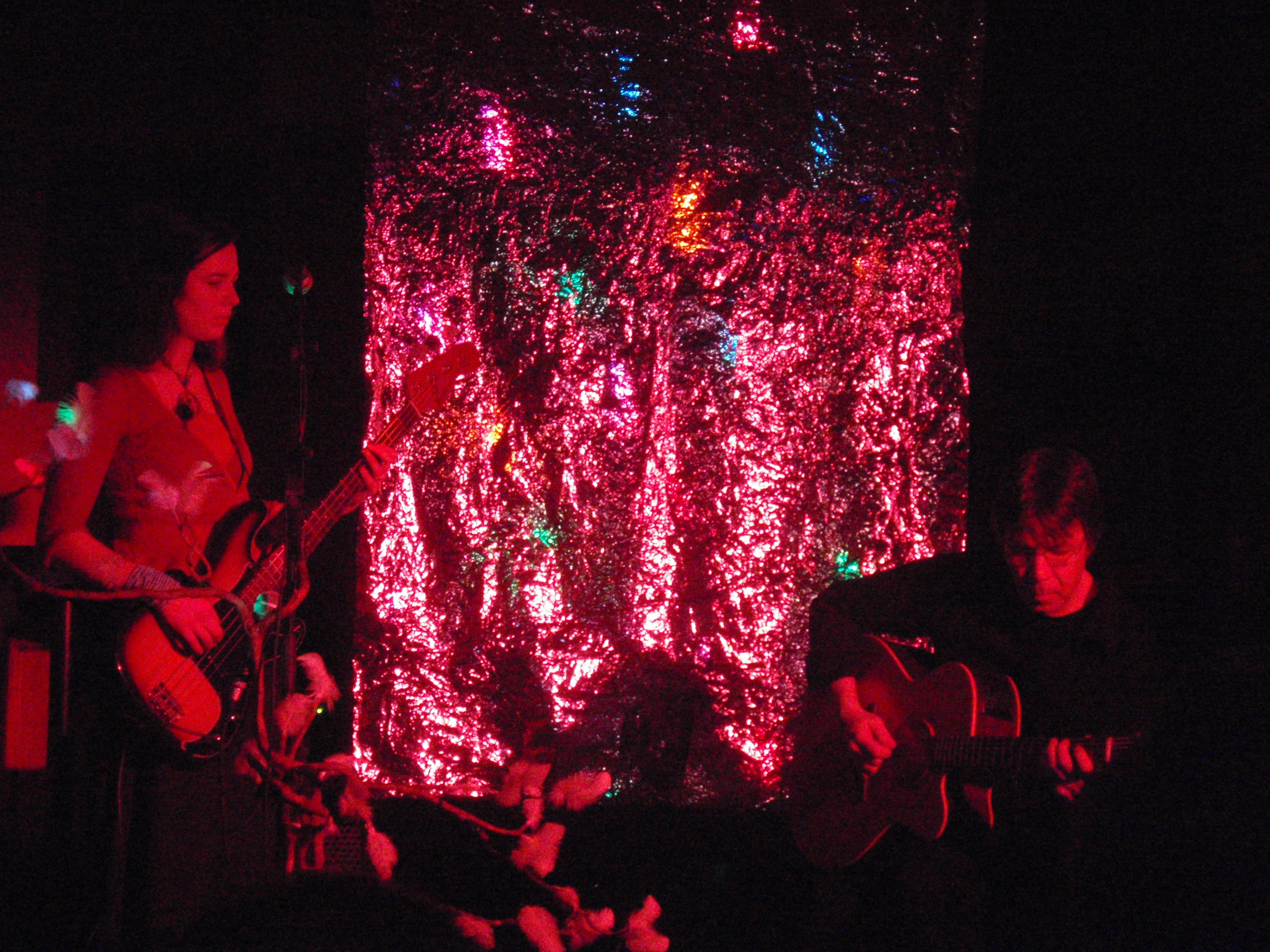
Alifair en concert le 18 janvier 2009 à Thionville

Entre-temps, Jean-Pascal participe en tant que producteur et/ou guitariste à plusieurs formations (rock, pop, chanson, etc.) parmi lesquelles :
- Alifair avec la chanteuse Aurore Reichert : 4 albums et 2 DVD live entre 2000 et 2011.
- Caroline Crozat (choriste et chanteuse du groupe ANGE : 4 albums entre 1999 et 2007, sous le nom de KaHaro).
- Jo Cimatti, chanson pop psychédélique anglaise : 1er album en 2015.
- KEL : depuis 2013 - chanson française.
- Suzy K : 2014 - folk anglaise.
- Sounds in Progress, electro-improvisation-expérimentale en duo avec Séraphin Palmeri - depuis 2008 : 1er album paru en 2015).
- Murat Oztürk, pianiste, depuis 2009, jazz-world - sur scène à la guitare électrique et aux traitements sonores electroniques.

## Discographie
| - 1985 : Jeux de nains - 1987 : Carillons - 1988 : Rituel - 1993 : Nomades - 1995 : Offrande - 1998 : Vu du ciel - 2000 : Parfum d'étoiles - 2004 : ∞(infini) - 2007 : La boîte à musique - 2013 : Le chant des fleurs - 2016 : Vols d'oiseaux - 2020 : Le jardin des Rêves - 2022 : In Spiral | - 2002 : Mélanfolie - 2004 : Infiniment Songe - 2008 : Fort Intérieur - 2009 : Alifair en trio (DVD Live) - 2011 : La Lettre-vent - 2014 : Winter Stellar - 2015 : Sounds from Space - 2015 : Mésosphère - 2016 : Elements - 2020 : Endless Dream - 2020 : Insecurity |

## Participations

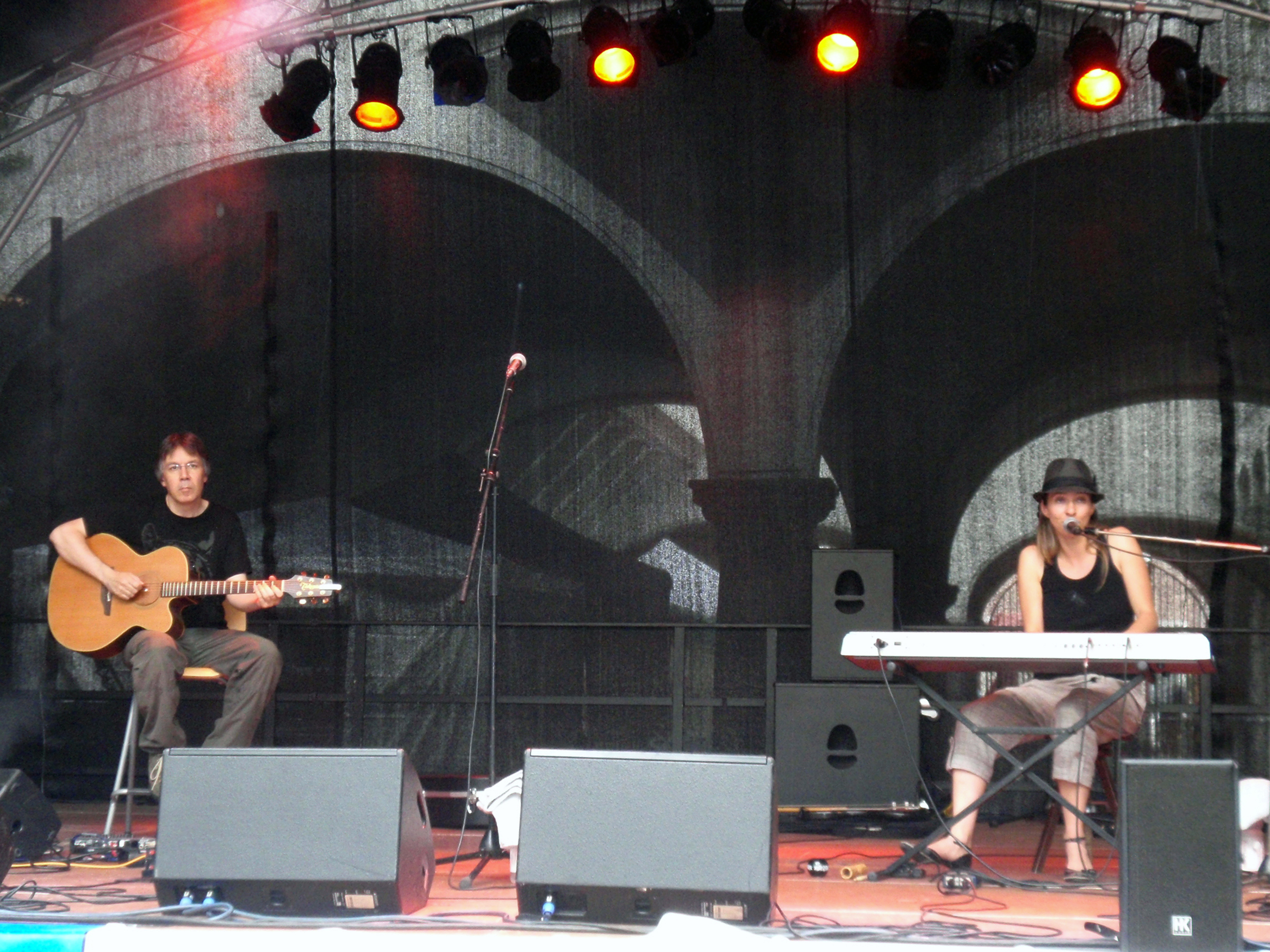
Jean-Pascal Boffo et Alicia Hiblot le 3 juillet 2010 à Sarrebruck

- 1994 : Christian Décamps et fils, Nu
- 1995 : Christian Décamps & Fils, Vésoul (live)
- 1997 : DeBoCo, Deboco
- 1999 : KaHaro, Les dents rouges
- 2003 : Bjørn Lynne, Return to Witchwood
- 2005 : KaHaRo, Fanya
- 2005 : Paul Kiss, Kirobo
- 2007 : Alicia Hiblot, Alice s'émerveille
- 2010 : Murat Oztürk, Improvisations